# Anthony Mounier
Anthony Mounier (født 27. august 1987 i Aubenas, Frankrig) er en fransk fodboldspiller, der spiller som angriber hos Panathinaikos i Grækenland. Tidligere har han været tilknyttet blandt andet Olympique Lyon, hvor han i i 2008 var med til at vinde både det franske mesterskab samt Coupe de France, samt Montpellier, Nice og Saint-Étienne.

## Titler
Ligue 1
- 2008 med Olympique Lyon

Coupe de France
- 2008 med Olympique Lyon